# Lone Tree Creek (South Platte River)
Der Lone Tree Creek ist ein etwa 164 km langer, linker Nebenfluss des South Platte Rivers in den US-Bundesstaaten Wyoming und Colorado.

## Verlauf
Der Lone Tree Creek entspringt in den südöstlichen Ausläufern der Laramie Mountains nördlich von Sherman und unmittelbar westlich von Buford auf einer Höhe von 2548 m, ca. 45 km westlich von Cheyenne und 25 km südöstlich von Laramie im Bundesstaat Wyoming. Von dort fließt er zunächst durch das Albany County, nach einigen Kilometern durch das Laramie County nach Osten und verläuft parallel zu Interstate 80, U.S. Highway 30 sowie der Bahnstrecke der Union Pacific Railroad in Richtung Cheyenne, der Hauptstadt des Bundesstaates. Der Lone Tree Creek wendet sich nach Süden und erreicht parallel zu I-25/US87 das Weld County und damit den Bundesstaat Colorado. Im weiteren Verlauf fließt der Fluss mäandrierend durch die High Plains, passiert die Siedlung Carr und erhält einige kleinere Zuflüsse, die größtenteils auf orographisch rechter Flussseite hinzufließen. Er unterquert den U.S. Highway 85 sowie die Colorado State Highways 14 und 392 und erhält mit Spring Creek und Owl Creek seine längsten Nebenflüsse. Nach etwa 164 km mündet der Lone Tree Creek wenige Kilometer östlich der Stadt Greeley und unmittelbar östlich der Mündung des Cache la Poudre River auf einer Höhe von 1401 m in den South Platte River. Vor allem im unteren Flussverlauf des Lone Tree Creek zweigen mehrere Bewässerungskanäle ab.

## Hydrologie
Der Lone Tree Creek ist als Nebenfluss des South Platte Rivers Teil des Einzugsgebietes des Platte Rivers, der sich über Missouri und Mississippi in den Golf von Mexiko entwässert. Das Einzugsgebiet des Lone Tree Creek umfasst ein Gebiet von etwa 1490 km² und grenzt an die Einzugsgebiete von Crow Creek im Norden und Osten sowie des Cache la Poudre River im Westen. Der Lone Tree Creek verläuft auf gesamter Strecke als schmaler Bach durch die semiariden High Plains, dem westlichsten Teil der Great Plains. Der mittlere Abfluss am Pegel bei Greeley beträgt 0,2 m³/s, die größten Abflüsse finden sich in den Monaten Mai, Juni und Juli. Im mittleren und unteren Flussverlauf weist der Lone Tree Creek aufgrund seiner Lage in den trockenen Great Plains eine periodische Wasserführung auf.

## Belege
1. 1 2 3 4 5  Lone Tree Creek (South Platte River). In: Geographic Names Information System. United States Geological Survey, United States Department of the Interior (englisch).
2. 1 2  USGS Surface Water data for USA: USGS Surface-Water Monthly Statistics. Abgerufen am 11. August 2024.